# تن‌پوش (فیلم)
تن‌پوش (به تامیلی: Aadai) و لباس (به انگلیسی: Dress) فیلمی هندی محصول سال ۲۰۱۹ و به کارگردانی راتنا کومار است. در این فیلم بازیگرانی همچون امالا پال، ویویک پراسانا و رامیا سوبرامانیان ایفای نقش کرده‌اند.